# Attentat du 5 décembre 2008 à Peshawar

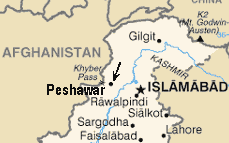
Localisation de Peshawar, au Pakistan.

L'attentat du 5 décembre 2008 à Peshawar est un attentat à la voiture piégée ayant frappé la ville de Peshawar, au Pakistan, tuant 29 personnes et en blessant plus de 100 autres. Le chef de la police locale, Naveed Khan, a affirmé que les produits chimiques destinés à accroître la propagation du feu étaient contenus dans la bombe.
L'attentat a, par ailleurs, détruit un hôtel, une mosquée, et mis le feu à plusieurs magasins.

## Arrière-plan
L'incident se produisit alors que les gens achetaient pour la fête de l'Aïd el-Kebir, qui commence le 9 décembre 2008. Le même jour, un autre attentat eut lieu dans le pays. Cette attaque se produisit dans la partie sud de Peshawar.
Pendant les semaines qui précédèrent cet attentat, des groupes de militants sunnites lancèrent des attaques contre la population chiite, en plus de cette attaque localisée près d'un lieu de la communauté chiite.

## Réaction
Asif Ali Zardari, le président du Pakistan, a sévèrement condamné ces attentats. Il a déclaré que les auteurs seraient trouvés et menés devant la justice. Il a par ailleurs exprimé ses condoléances pour les familles des victimes.
Il a aussi déclaré, en réponse à ces attentats, que le Pakistan s'était engagé à lutter contre le terrorisme. L'Armée pakistanaise a renforcé ses opérations contre les Talibans liés à Al-Qaïda, qui sont accusés d'être les responsables de cet attentat.